# Samsung China Headquarters
Samsung China Headquarters (三星总部大厦; Sānxīng zǒngbù dàshà) är en skyskrapa i Peking i Kina. Samsung China Headquarters ligger i östra Peking i Guomao längs östra tredje ringvägen i Pekings centrala finansdistrikt.
Samsung China Headquarters är huvudkontoret i Peking för Samsung Life Insurance. I toppen av byggnaden finns det arkitektoniska  elementet "Samsung Cube". Samsung China Headquarters är tillsammans med China Zun och CCTV:s huvudkontor viktiga komponenter i expanderingen av Pekings centrala finansdistrikt.
Uppförandet av Samsung China Headquarters påbörjades 2014 och i februari 2017 nådde byggnaden sin fulla höjd av 260 m. Samsung China Headquarters färdigställdes 2018.